# ドナ・アンドリューズ

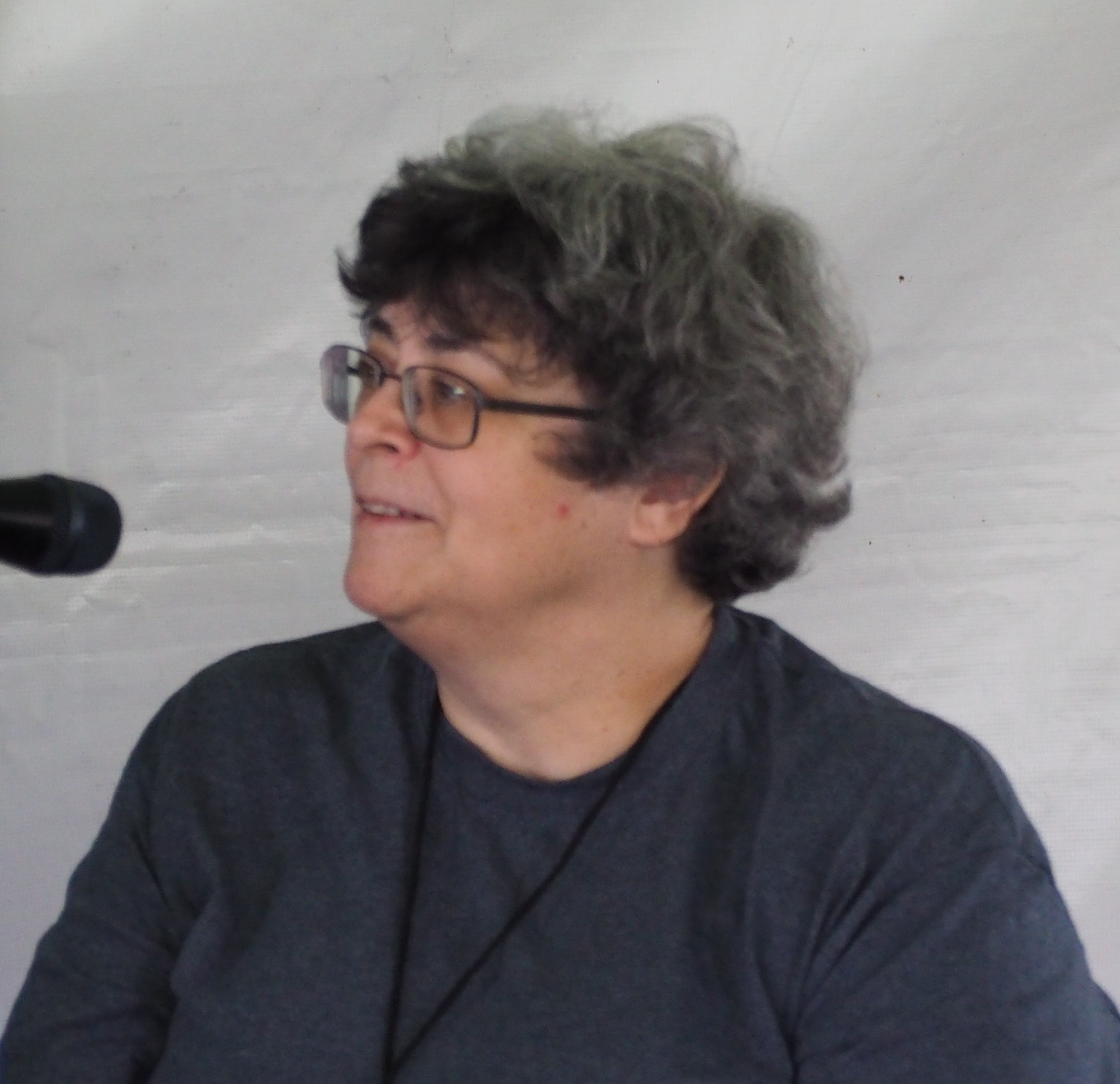
2018

ドナ・アンドリューズ(Donna Andrews)は、アメリカ合衆国の推理作家。
バージニア州ヨークタウン生まれ。バージニア大学卒業。
1999年、鍛冶職人メグ・ラングスローを主人公とした「庭に孔雀、裏には死体」でデビュー。同作はアガサ賞及びアンソニー賞の最優秀処女長篇賞、マリス・ドメスティック・コンテスト最優秀作を受賞した。

## 著作
- メグ・ラングスローシリーズ（訳：島村浩子、ハヤカワ・ミステリ文庫） 
  - 庭に孔雀、裏には死体　Murder with peacocks (1997)
  - 野鳥の会、死体の怪　Murder with puffins (2000)
  - 13羽の怒れるフラミンゴ　Revenge of the Wrought-Iron flamingos (2001)
  - ハゲタカは舞い降りた　Crouching Buzzard, Leaping Loon (2003)
  - We'll Always Have Parrots (2004)
  - Owls Well That Ends Well (2005)
  - No Nest for the Wicket (2006)
  - The Penguin Who Knew Too Much (2007)
  - Cockatiels at Seven (2008)
  - Six Geese A-slaying (2008)
  - Swan for the Money (2009)

- 人工知能チューリング・ホッパーシリーズ（訳：島村浩子、ハヤカワ・ミステリ文庫）
  - 恋するA・I探偵　You've got Murder (2002)
  - Click Here for Murder (2003)
  - Acces Denied (2004)
  - Delete All Suspects (2005)